# A vonzás törvénye
A vonzás törvénye széles körben használt ezoterikus fogalom. Alapelve, hogy minden gondolat rezgéseket bocsát ki és a hasonló a hasonlót vonzza.
A vonzás törvénye egyszerűen megfogalmazva: minden gondolat valósággá válik. Azt a dolgot, amelyre gondolsz – legyen az akár jó, vagy akár rossz –  vonzod magadhoz, és így elérheted. Ha az ember túl sokat gondol rosszra, akkor gyakrabban történnek vele rossz dolgok, ezért jó, ha pozitívan gondolkodunk, mivel a jó dolgokat ugyanúgy magunkhoz vonzhatjuk, mint a rosszakat.
A kifejezésnek több definíciója is van. A 19–20. század fordulóján úgy képzelték el, hogy fizikai hatása van az anyag alakulására. A mai felfogás szerint a vonzás törvénye azt jelenti, hogy az emberek gondolatai irányítják életük valóságát, akár tudatában vannak ennek, akár nem. Az elmélet szerint a gondolatoknak teremtő ereje van: amire gondolunk, és hisszük, hogy ez lehetséges, az valósággá válik. A gondolatok lehetnek tudatosak vagy tudattalanok.
A vonzás törvénye a 2006-ban megjelent A titok című filmmel és az Ábrahám tanításai című könyvvel került be a köztudatba. A film nem írja le pontosan a vonzás törvényét.[forrás?] Néhány dolog kell még, hogy a gondolatok tényleg megvalósuljanak. Ahogy tapasztalatot gyűjtünk, és egyre emelkedünk mind a bölcsességben (tudatosságban), a szerelmetességben (szeretetben), az igazságosságban, a jóságban, úgy jövünk rá, hogy mi is hiányzik még. A spontán, a nem tudatos megvalósulása a gondolatoknak a pillanat tört része alatt megy végbe, s ekkor  teremtő állapotban vagyunk, vagyis a belsőnkkel egységben, amit nem is fogunk fel az alacsony állapotunk miatt. Úgy lehet elképzelni még, hogy a pillanat tört része alatt, hol teremtő állapotban vagyunk, hol nem. El lehet képzelni úgy is, hogy az isteni mivoltunk folyamatos teremtésben van, csak ezen a létsíkon ezt nem fogjuk fel, nem engedjük meg magunknak, és így ritkán esetleg nagyon kis periódusban van meg a kapcsolatunk az isteni mivoltunkkal. Látszólag más megközelítés minden magyarázat, de valójában mind ugyan azt írja le, csak más más nézőpontból.
Mivel a vonzás törvénye ellentmond több tudományos ténynek, több tudós kritizálta..

## Áttekintés
A „törvény” sok modern híve szerint a vonzás törvénye a kvantumfizikában gyökerezik. Szerintük a gondolatoknak olyan energiájuk van, ami a mágnesességhez hasonlóan vonzó energiával bír. Ahhoz, hogy irányítani tudjuk ezt az energiát, négy dolgot kell gyakorolnunk:
- Tudnod kell, hogy valójában mire vágysz, és kérd azt az univerzumtól. (Az Univerzum fogalmát tágan használják: teremtőként, Istenként vagy bármi másként is felfogható.)
- Összpontosítsd az érzelmeidet a kívánt dologra, és érezz hálát, lelkesedj érte.
- Viselkedj és érezz úgy, mintha már megtörtént volna a kívánt dolog.
- Légy nyitott, és fogadd el, amit kapsz.

Ha az ember arra gondol, hogy mije nincs, akkor a hiányból fog még többet kapni; ezt a negatív gondolatoknak köszönheti.
A tudósok kritikusak az ellenőrizhetőség hiánya miatt, és mert a bizonyíték gyakran anekdotaszerű. A „törvény” elnevezést és a modern tudományra való utalásokat is nehezményezik, mivel bár az agyhullámok valóban léteznek, és elektromos jeleket bocsátanak ki, a kvantumfizika nem úgy viselkedik, ahogy a vonzás törvénye hívei állítják. A vonzás törvénye hívei szerint a „törvény” nem a tudományos értelemben értendő, hanem hasonló például a karma törvényéhez.
A vonzás törvényét az orvostudományban is alkalmazták. 1990-ben Bernie Siegel kiadott egy népszerű könyvet, amelyben azt állítja, a betegség erősen összefügg a beteg képzeletével. Siegel elsősorban azt hangsúlyozta, hogy aki meg akar gyógyulni, annak egészségesnek kell éreznie magát. Siegel írásait az orvostudomány visszautasította. Robert Sapolsky Standford neuroendokrinológus professzor jóindulatú üres fecsegésként említi Siegel nézetét.
Napjainkra populárissá vált az elmélet, már az élet számos területén hivatkoznak a vonzás törvényére, hétköznapi és ismert emberek utalnak rá úgy, mint a sikerük okára. Létrejöttek klubok, internetes közösségek a vonzás törvényét tanulmányozók összefogására. A Mentális Masszázs elnevezésű masszázstechnika pedig kifejezetten a vonzás törvényének mindennapi, sikeres alkalmazását elősegítő módszerként vált ismertté.

## Története
A vonzás törvényének ötlete nem új. Maga az elképzelés a hinduizmusban is megjelenik, és a korai teozófiai szövegekben is, melyekre nagy hatással volt a hinduizmus. 1877-ben Helena Blavatsky is használta a kifejezést ezoterikus rejtélyekről szóló első könyvében, az Isis Unveiledben.
A The New York Times 1879. április 6-i kiadása az első jelentősebb újság, amiben szerepel „a vonzás törvénye” kifejezés (a coloradói aranylázzal és a gazdagság vonzásával kapcsolatban).
Már 1902-ben voltak utalások valamire, ami hasonlít a vonzás törvényéhez. John Ambrose Fleming, a századforduló környékén élt fizikus és villamosmérnök úgy vélte, minden gondolat, bármekkora is, vonzási energiával bír, ennek hatására a cél egyre pontosabban körvonalazódik, és egyre nagyobb ereje van, mígnem a növekedési folyamat befejeződik és ténnyé válik. Thomas Troward állítása szerint minden emberi történést egy gondolat előz meg.
James Allen (1864–1912) As a Man Thinketh című könyvében leír egy elvet, ami hasonló a vonzás törvényéhez, bár a szerző nem nevezi így.
1906-ban William Walker Atkinson (1862–1932) használta a kifejezést New Thought Movement című könyvében. Atkinson a New Thought magazin szerkesztője volt, tanulmányozta a hinduizmust és több mint 100 könyvet írt vallásos és spirituális témában. Az ezt követő évben Elizabeth Towne, a The Nautilus című magazin szerkesztője kiadta Bruce MacLelland Prosperity Through Thought Force (Jólét a gondolat erejével) című könyvét, melyben a szerző egy mondatba sűrítette bele az elvet: Az vagy, amit gondolsz, nem pedig aminek hiszed magad. A „vonzás törvénye” kifejezés megjelent más teozófus gondolkodók írásaiban is: William Quan Judge-éban 1915-ben, Annie Besantéban 1919-ben.
A 20. század közepétől a 2000-es évek elejéig számos szerző különböző nevekkel emlegette az elvet: pozitív gondolkodás, szellemi tudomány, pragmatikus kereszténység, gyakorlati metafizika, isteni tudomány stb. A 20. század közepén többek közt Sri K. Parvathi Kumar (1942) és Alice Bailey (1942) valamint Florence Scovel Shinn (1925) is használta a kifejezést.
A vonzás törvényének egyik felújított, modernizált változata a manifesztáció, mely különféle önfejlesztő stratégiákat foglal magába. Ezek arra épültek, hogy egy ember mentális vizualizációval megvalósíthatja a vágyait. A manifesztációs technikák magukba foglalják a  pozitív gondolkodást és a kérelmeknek "az univerzum" felé történő irányítását és az individum tevékenységét is.

## A Titok és a média
A 2006-ban megjelent A titok című film, melyet Rhonda Byrne rendezett, a vonzás törvényével foglalkozik. Célja, hogy minél szélesebb körben megismertesse a vonzás törvényét az emberekkel. A film anyaga könyvben is megjelent.